# 你好，种地少年
《你好，种地少年》是由爱奇艺、蓝天下传媒出品，海西传媒联合出品，点火樱桃联合制作的农业游学纪实节目,也是《种地吧》游学季，由蒋敦豪、鹭卓、李耕耘、李昊、赵一博、卓沅、赵小童、何浩楠、陈少熙、王一珩组成“种地少年”（十个勤天）。
节目中，种地少年十人前往部分成员的家乡进行游学之旅，近距离感受中国农业的神奇伟大。在旅途中学习各地的农业知识，结识新农人、体验新生活、感受新乡村，解锁更广阔的农业新天地，以十个勤天的视角全面认识中国农业的现状。
第二季节目，十个勤天游学再出发！主打“一个都不能少”！这场游学中，依旧还有父母家人，以及新农人朋友，他们会去到更辽阔的地方深耕农业。温情笑闹、知识点满满的游学之路即刻启程。
第一季节目于2023年10月26日起每周四12:00在爱奇艺播出，自第三期起提档至每周四10:00播出，共10期。第二季节目于2024年9月27日起每周五18:00在爱奇艺播出.

## 节目形式
藉着秋收之际，节目组带领十个勤天成员走出后陡门，前往部分成员的家乡进行一次游学之旅，见识家乡有名的农作物，体验当地特色的农产品。此次旅途，他们一路劳作，一路收获，他们以全程纪实观察打开农业游学成长之路，对农业、农村的发展现状进行一次全方面、多层次，以及更具体验感的考察、学习和体验。
与此同时，这次游学经验也是作为《种地吧第二季》录制前的技能储备之旅。节目组并未局限行程本身，也为少年们保留了一定的自由度，让他们在自己感兴趣的地点停下来，对当地的特色农业进行深度的考察和学习，为“十个勤天”做大做强，为《种地吧第二季》打下坚实的基础，同时也能够开拓新的产业与视野。

### 节目特色
沿途的所见所学都带给了少年们一次次震撼与感动。除去农业知识，因在《种地吧第一季》中十个勤天曾为理发问题和不会制作甜点所困扰，所以节目组也贴心地为十个勤天准备了生活技能培训课，分别是蛋糕甜品的制作及美容美发。
十个勤天的游学最后一站是到蒋敦豪、赵一博、赵小童、陈少熙参加《种地吧第一季》前的试拍地，也被成员们称为“梦开始的地方”。另外，张绍刚也带着中国农业大学派来的领队和十位同学加入游学队伍。中国农业大学领队老师也邀请成员们去中国农业大学上课，学习深造，补充专业知识。

## 播出信息
| #      | 播出平台 | 播放时间        | 备注           |
| ------ | -------- | --------------- | -------------- |
| 第一季 | 爱奇艺   | 每周四中午12:00 | 第一期、第二期 |
| 第一季 | 爱奇艺   | 每周四中午10:00 | 第三期-第十期  |
| 第二季 | 爱奇艺   | 每周五下午18:00 |                |

## 节目成员

### 种地小队[1]、后陡门男孩[註 1]（十个勤天董事部[2]）
| 姓名                     | 生日           | 職業                     | 備註                                              |
|                          |                |                          |                                                   |
| ------------------------ | -------------- | ------------------------ | ------------------------------------------------- |
| 蒋敦豪                   | 1995年5月21日  | 歌手、旅行新蜜蜂乐队主唱 | 十个勤天董事长 养殖组组长 老大                    |
| 鹭卓 本名：路卓豪        | 1995年11月24日 | 歌手、ZERO-G成员         | 十个勤天董事会成员 种植组组长 老二                |
| 李耕耘 本名：李命镪      | 1996年7月15日  | 演员                     | 十个勤天董事会成员 基建组组长 老三                |
| 李昊 本名：李镓壕        | 1997年7月2日   | 歌手、演員               | 十个勤天财务部兼宣部传部部长CFO 李导 老四         |
| 赵一博                   | 1998年11月6日  | 演员                     | 十个勤天秘书部部长 老五                           |
| 卓沅 本名：张钥沅        | 1999年6月16日  | 歌手、ZERO-G成员         | 十个勤天总经理CEO 老六                            |
| 赵小童                   | 1999年12月20日 | 演員                     | 十个勤天后勤部部长 老七                           |
| 何浩楠 Viyo 本名：何懿峻 | 2000年11月6日  | 歌手                     | 十个勤天监事 老八                                 |
| 陈少熙 本名：陈波翰      | 2002年12月3日  | 演员                     | 十个勤天公关部长 水产部总经理 老九                |
| 王一珩 OneSD             | 2004年8月27日  | 歌手                     | 十个勤天保卫科长 安全技术顾问/创意总监 老十、老幺 |

## 节目列表

### 第一季
| 第一季 | 第一季                                     | 第一季                         | 第一季                          | 第一季                 |
| 期數   | 标题                                       | 飞行嘉賓                       | 游学地点                        | 備註                   |
| ------ | ------------------------------------------ | ------------------------------ | ------------------------------- | ---------------------- |
| 第1期  | 农业游学启程 赵小童衣锦还乡款待十个勤天    |                                | 江苏盱眙 山东青岛               | 赵小童家乡-青岛        |
| 第2期  | 十个勤天打油诗接龙 李耕耘熬夜抢房在线发疯  |                                | 山东青岛 山东乳山               |                        |
| 第3期  | 十个勤天凌晨3点出海捕鱼 蒋敦豪被赵一博撞飞 |                                | 山东乳山 山东寿光               |                        |
| 第4期  | 十个勤天竞走抢饭 何浩楠鹭卓守护房间放大招  |                                | 山东章丘                        |                        |
| 第5期  | 收割谷穗梦回第一季 王一珩内蒙招待哥哥们    |                                | 内蒙古清水河县 内蒙古呼和浩特市 | 王一珩家、王一珩工作室 |
| 第6期  | 十个勤天解锁牛粪烤土豆 鹭卓安排全面宴      |                                | 内蒙古乌兰察布 山西太原         | 王一珩姥姥家、鹭卓家   |
| 第7期  | 陆虎赠送歌曲终身演唱权 赵一博变复活道具    | 陆虎                           | 山西长治                        | 赵一博家               |
| 第8期  | 陆虎悬崖边开唱 十个勤天婚礼红包大作战      | 陆虎                           | 山西晋城市(锡崖沟村) 河南郑州   |                        |
| 第9期  | 卓沅家家宴堪比过年 十个勤天爆改爱情魔发师  |                                | 河南禹州                        | 卓沅家                 |
| 第10期 | 热血收官！ 十个勤天登长城朗诵少年中国说    | 张绍刚、中国农业大学老师及学生 | 北京                            |                        |

### 第二季
| 第二季 | 第二季                                            | 第二季         | 第二季                               | 第二季                      |
| 期數   | 标题                                              | 飞行嘉賓       | 游学地点                             | 備註                        |
| ------ | ------------------------------------------------- | -------------- | ------------------------------------ | --------------------------- |
| 第1期  | 十个勤天新疆摘红花！ 鹭卓陈少熙自由逐风被沙围攻   |                | 新疆伊犁 新疆琼库什台                |                             |
| 第2期  | 十个勤天首次国际谈判 体验全链路出口贸易           |                | 新疆霍尔果斯                         |                             |
| 第3期  | 十个勤天果子沟大桥拍大片 蒋敦豪带兄弟们回博乐高中 |                | 新疆博乐                             | 蒋敦豪高中                  |
| 第4期  | 十个勤天火焰山泡脚 蒋敦豪王一珩吃西瓜对决         |                | 新疆达坂城 新疆吐鲁番                |                             |
| 第5期  | 十个勤天沙漠逐日观星 李耕耘赵一博淋雨“发疯”       |                | 甘肃银川                             |                             |
| 第6期  | 十个勤天到甘肃主打养生 陈少熙黑历史高清弟送       |                | 甘肃中宁 甘肃定西 甘肃兰州           | 陈少熙家                    |
| 第7期  | 李耕耘带十个勤天回重庆 被姐姐疯狂爆料             |                | 重庆南川                             | 李耕耘二爸家                |
| 第8期  | 何浩楠开小火车载兄弟们回杨梅村 十个勤天摔跤赛抢房 |                | 重庆南川 浙江杭州、浙江诸暨 浙江缙云 | 后陡门少年之家 何浩楠家     |
| 第9期  | 后陡门第一届比武大赛 十个勤天佛山学永春拳         |                | 广东佛山                             |                             |
| 第10期 | 李昊带兄弟们吃顺德大餐 十个勤天爆笑年代秀         | 十个勤天家人们 | 广东顺德 广东江门 浙江杭州           | 李昊舅舅餐厅 后陡门少年之家 |

## 附錄

### 微博
- 种地吧的新浪微博
- 十个勤天的新浪微博

### 爱奇艺iQIYI
- 《你好，种地少年 》爱奇艺专页
- 《你好，种地少年 第2季》爱奇艺专页